# Yashira Rhymer-Stuart
Yashira Rhymer-Stuart (* 16. Oktober 1997) ist eine Leichtathletin von den Amerikanischen Jungferninseln, die sich auf den Hochsprung spezialisiert hat und in dieser Disziplin Inhaberin des Landesrekordes ist. 

## Sportliche Laufbahn
Erste Erfahrungen bei internationalen Meisterschaften sammelte Yashira Rhymer-Stuart, die an der Bellarmine University in den Vereinigten Staaten studierte, bei den Zentralamerika- und Karibikspielen (CAC) 2018 in Barranquilla, bei denen sie mit übersprungenen 1,73 m den zehnten Platz belegte. Im Jahr darauf gelangte sie bei den U23-NACAC-Meisterschaften in Santiago de Querétaro mit 1,65 m auf den fünften Platz und 2022 belegte sie bei den NACAC-Meisterschaften in Freeport mit 1,65 m den achten Platz. Im Jahr darauf wurde sie bei den Zentralamerika- und Karibikspielen in San Salvador mit 1,65 m Siebte.
2023 wurde Rhymer-Stuart Landesmeisterin im Hochsprung.